# Székely Edgár
Székely Edgár (Budapest, 1932. március 6. – Budapest, 2021. október 18.) gyermek- és tüdőgyógyász, az orvostudományok kandidátusa (1970), az orvostudományok doktora (1985).

## Élete
Székely Árpád (1890–1948) orvos és Skita Melinda Ida Ilona (1896–1932) gyermekeként született. Két héttel fia születése után édesanyja tüdőgyulladás következtében elhunyt. 1934 januárjában apja nőül vette Renger Adriennt. Újpesti zsidó családból származó édesapja 1900-ban magyarosította családnevét Schwarzról Székelyre. Anyai ágon brassói evangélikus családból származott.
Középiskolai tanulmányait 1942 és 1950 között a budapesti Werbőczy István Gimnáziumban (1946-tól Petőfi Sándor Gimnázium) végezte. 1956. szeptember 29-én a Budapesti Orvostudományi Egyetemen avatták orvosdoktorrá. Diplomájának megszerzése után 2001-ig a Szabadsághegyi (Svábhegyi) Állami Gyermekszanatóriumban dolgozott, a Bronchológiai Csecsemő- és Gyermekosztály vezetője volt. A Tudományos Minősítő Bizottság 1970-ben a Broncologiai vizsgálómódszerek jelentősége a gyermekkori chronikus tüdőbetegségek diagnosztikájában című disszertációja alapján az orvostudományok kandidátusává nyilvánította. 1985-ben a Szemléletváltozás a csecsemők és kisgyermekek krónikus légúti betegségeinek megítélésében című értekezése alapján megkapta az orvostudományok doktora címet.
Temetését 2021. november 23-án a Deák téri evangélikus templom urnatemetőjében tartották.

### Magánélete
Felesége dr. Farkas Edit (1938) gyermekgyógyász, bronchológus.
Gyermekei: Árpád (1967), Edgár (1971) és Edit (1977).
1998-tól Érden lakott. Tagja volt a budapesti Deák téri evangélikus templom Lutheránia kórusának.

## Munkássága
Szakmai pályafutása során folyamatosan nyomon követte a bronchológia és a képrögzítő technikák fejlődését, és ennek eredményeként világszínvonalú bronchológiai laboratóriumot hozott létre és működtetett. Munkássága révén a bronchoszkópiás vizsgálat alapvető módszerré vált a gyermek-tüdőgyógyászatban. A porchypoplasiás hörgőszűkületek és a krónikus bronchitis gyermekbronchológiai vonatkozásaival kapcsolatos kutatásai nemzetközi szinten is kiemelkedő jelentőséggel bírnak. Széles körben ismert angol nyelvű bronchológiai tankönyvet, oktatófilmet és CD-t készített.
Nemzetközi elismertsége hozzájárult ahhoz, hogy Magyarország Bronchológiai Világkongresszust rendezhetett. Több tanítványa irányítja a gyermekpulmonológiai intézményekben működő bronchológiai munkát.

## Művei
- Adatok a tisztított tuberkulinnal végzett vizsgálatokhoz. Dolozselek Gyulával. (Orvosi Hetilap, 1959, 35.)
- Katheteres hörgőbiopsia local anaesthesiában. (Orvosi Hetilap, 1966, 27.)
- Tapasztalataink az izomrelaxatióval kombinált intravénás altatás alkalmazásával a bronchológiai gyakorlatban. Farkas Edittel. (Orvosi Hetilap, 1966, 46.)
- Tüdő-actinomycosis gyógyult esete. Halász Stefániával. (Gyermekgyógyászat, 1967, 1.)
- Változások a hörgbetörés diagnosztikájában és therápiájában 10 év beteganyagának tapasztalatai alapján. (Orvosi Hetilap, 1967, 8.)
- Katheteres hörgőbiopsia szerepe a hörgbetörés diagnosztikájában és therápiájában. (Orvosi Hetilap, 1967, 30.)
- Tüdő agenesia, aplasia, hypoplasia. Farkas Edittel. (Orvosi Hetilap, 1968, 9.)
- Bronchopulmonalis organikus elváltozások szerepe koraszülöttek ismétlődő. Halász Stefániával. (Gyermekgyógyászat, 1972, 4.)
- Légcsőszűkületek csecsemő- és gyermekkorban. Farkas Edittel, Váradi Júliával, Uhereczky Gáborral. (Gyermekgyógyászat, 1975, 3.)
- Differenciál-diagnosztikai problémát okozó congenitalis bronchomalacia esete. Kaszás Tiborral, Elek Gáborral, Fekete Farkas Pállal. (Gyermekgyógyászat, 1976, 1.)
- Beszámoló a Rotterdamban 1975. március 3–7. tartott WHO konferenciáról. (Gyermekgyógyászat, 1976, 2.)
- Csecsemő- és kisdedkori ismétlődő pneumóniák diagnosztikája és therápiája. Szerk. Halász Stefániával. Medicina Könyvkiadó, Budapest, 1976
- Légcsőszűkületek a csecsemő- és gyermekkorban. Szerk. Farkas Edittel. Medicina Könyvkiadó, Budapest, 1977
- Pediatric bronchology. Társszerző. Budapest, 1977
- Fluimucetin A orrcsepp alkalmazása a csecsemő- és gyermekgyógyászati gyakorlatban. Farkas Edittel, Váradi Júliával, Uhereczky Gáborral, Kemenczey Zsuzsannával. – Hörgőváladék, orrváladék és szérum immunglobulin-A (IgA) összehasonlító vizsgálata gyermekeken. Farkas Edittel, Mátyás Gézával, Váradi Júliával, Uhereczky Gáborral, Kemenczey Zsuzsannával és Kereki Erzsébettel. (Gyermekgyógyászat, 1977, 2.)
- Bromidteszt-vizsgálatok krónikus légzőszervi betegségben szenvedő gyermekeken: Lehetséges, hogy a krónikus bronchitisben szenvedő gyermekek egy része mucoviscidosis heterozygota? Farkas Edittel, Kereki Erzsébettel. (Gyermekgyógyászat, 1977, 3.)
- A hörgőrendszer szűkületei: jelentőségük a gyermekgyógyászati diagnosztikában és terápiában. (Gyermekgyógyászat, 1978, 37.). Megkapta érte az Orvosi Hetilap Markusovszky-díját.
- Tapasztalataink a vascularis gyűrű sebészi kezelésében csecsemő- és gyermekkorban. Lozsádi Károllyal, Hartyánszky Istvánnal, Simó Gáborral, Várkonyi Péterrel és Hirschberg Jenővel. (Orvosi Hetilap, 1981, 17.)
- Adatok a csecsemő- és gyermekkori idült légúti betegségek megjelenési formáinak gyakoriságához gyermekbronchológiai betegek vizsgálata alapján. Farkas Edittel, Váradi Júliával, Uhereczky Gáborral, Zsigmond Györgyivel és Baktai Györggyel. (Orvosi Hetilap, 1982, 6.)
- Csecsemőkorban sikeresen operált arteri pulmonalis hurok („pulmonary sling”). Hartyánszky Istvánnal, Lozsádi Károllyal, Várkonyi Péterrel, Marcsek Péterrel, Sápi Erzsébettel és Piskothy Ágnessel. (Orvosi Hetilap, 1982, 24.)
- A gyermekkori bronchiectasiák műtéti kezelése napjainkban. Tóth Tihamérral, Szőts Istvánnal, Dubecz Sándorral. (Gyermekgyógyászat, 1984, 1.)
- Légúti szűkületben szenvedő gyermekek klinikai utánvizsgálata (2-11 év). Márialigeti Tivadarral, Váradi Júliával. (Gyermekgyógyászat, 1984, 3.)
- Profilaktikus Broncho-VaxomR kezelés krónikus bronchitisben. Márialigeti Tivadarral, Kereki Erzsébettel. (Gyermekgyógyászat, 1987, 4.)
- Recidiv trachea chondroma lézer kezelése. Tóth Tihamérral, Szőts Istvánnal. (Orvosi Hetilap, 1987, 4.)
- A perfúziós tüdőszcintigráfia diagnosztikai értéke a gyermekkori krónikus tüdőbetegségekben. Petrovics Erzsébettel, Szilvási Istvánnal. (Gyermekgyógyászat, 1990, 2.)
- Bronchologiai vizsgálatok anamnesztikus laryngitissubglottica eseteiben. Baktai Györggyel, Ablonczy Máriával. (Fül-orr-gégegyógyászat, 1990, 1.)
- Bronchoscopia alkalmával gyermekek alsó légutaiból tenyésztett baktériumok ampicillinérzékenysége. Kovács Lajossal, Kádár Lászlóval, Baktai Györggyel és Péterffy Erzsébettel. (Gyermekgyógyászat, 1995, 5.)
- Krónikus légúti beteg gyermekek tartós váladékoldó kezelése N-acetilciszteinnel. Baktai Györggyel, Bánffi Andreával, Kádár Lászlóval, Kovács Lajossal és Péterffy Erzsébettel. (Gyermekgyógyászat, 1996, 6.)
- Krónikus légúti gyermekbetegek tartós kezelése ACC® 100 és ACC® 200 készítményekkel. Baktai Györggyel, Bánfi Andreával, Kádár Lászlóval, Kovács Lajossal és Péterffy Erzsébettel. (Gyermekgyógyászat, 1999, 1.)
- Trachea-haemangioma gyógyult esete interferonnal kombinált szteroidkezelés hatására. Kovács Veronikával, Sasvári Ildikóval, Ablonczy Máriával. (Gyermekgyógyászat, 2002, 5.)
- Lütyő Csirke kalandjai: Így volt, nem így volt?. SpringMed Kiadó Kft. Budapest, 2004
- An X-ray Atlas of Pediatric Pneumology CD 2005. (társzerző)

## Tagságai
- Magyar Bronchológus Egyesület elnöke, 1991–1999
- Magyar Bronchológus Egyesület tiszteletbeli elnök, 1999–
- Magyar Tüdőgyógyász Társaság vezetőségi tagja, 1980–2002
- World Association of Bronchology alelnök, 1994–1996
- World Association of Bronchology elnök, 1996–1998
- World Association of Bronchology past president, 1998–2000
- World Association of Bronchology Member of the board, 2000–2005
- International Bronchoesophageal Society board of regents tagja, 1994–
- International Bronchoesophageal Society board of regents elnök, 1998–2000
- American Biographical Institute Research of Board of Advisers tag, 1999–
- Német Gyermektüdőgyógyász Társaság, 1978–
- Német Gyermektüdőgyógyász Társaság tiszteletbeli tag, 1988–
- European Respiratory Society alapító tagja
- 10. World Congress for Bronchology and Bronchesophagology elnöke, Budapest, 1998

## Díjai, elismerései
- Érdemes orvos (1974)
- Markusovszky-díj (1978)
- Budapestért jelvény (1980)
- Bókay János-emlékérem (1982)
- Magyar Köztársasági Érdemrend tisztikeresztje (1998)
- Görgényi-Göttche Oszkár-emlékérem (1999)
- Korányi Frigyes-emlékérem (2010)